# Idioscopus nitidulus
Idioscopus nitidulus är en insektsart som beskrevs av Walker 1870. Idioscopus nitidulus ingår i släktet Idioscopus och familjen dvärgstritar. Inga underarter finns listade i Catalogue of Life.